# Классификации кораблей ВМФ России
Классификация кораблей — корабли и суда ВМФ России в зависимости от их основного предназначения и оружия подразделяются на классы, а классы, исходя из специализации, водоизмещения, типа энергетической установки и принципов движения — на подклассы. В зависимости от тактико-технических элементов и предназначения, а также для определения старшинства командиров и норм обеспечения материально-техническими средствами корабли делятся на ранги.
В Военно-морском флоте России установлены четыре ранга кораблей. Высшим рангом является первый. В корабельный состав Военно-морского флота России входят боевые корабли, корабли специального назначения, морские и рейдовые суда обеспечения. В боевой состав Военно-морского флота входят только боевые корабли.

## Корабль 1-го ранга

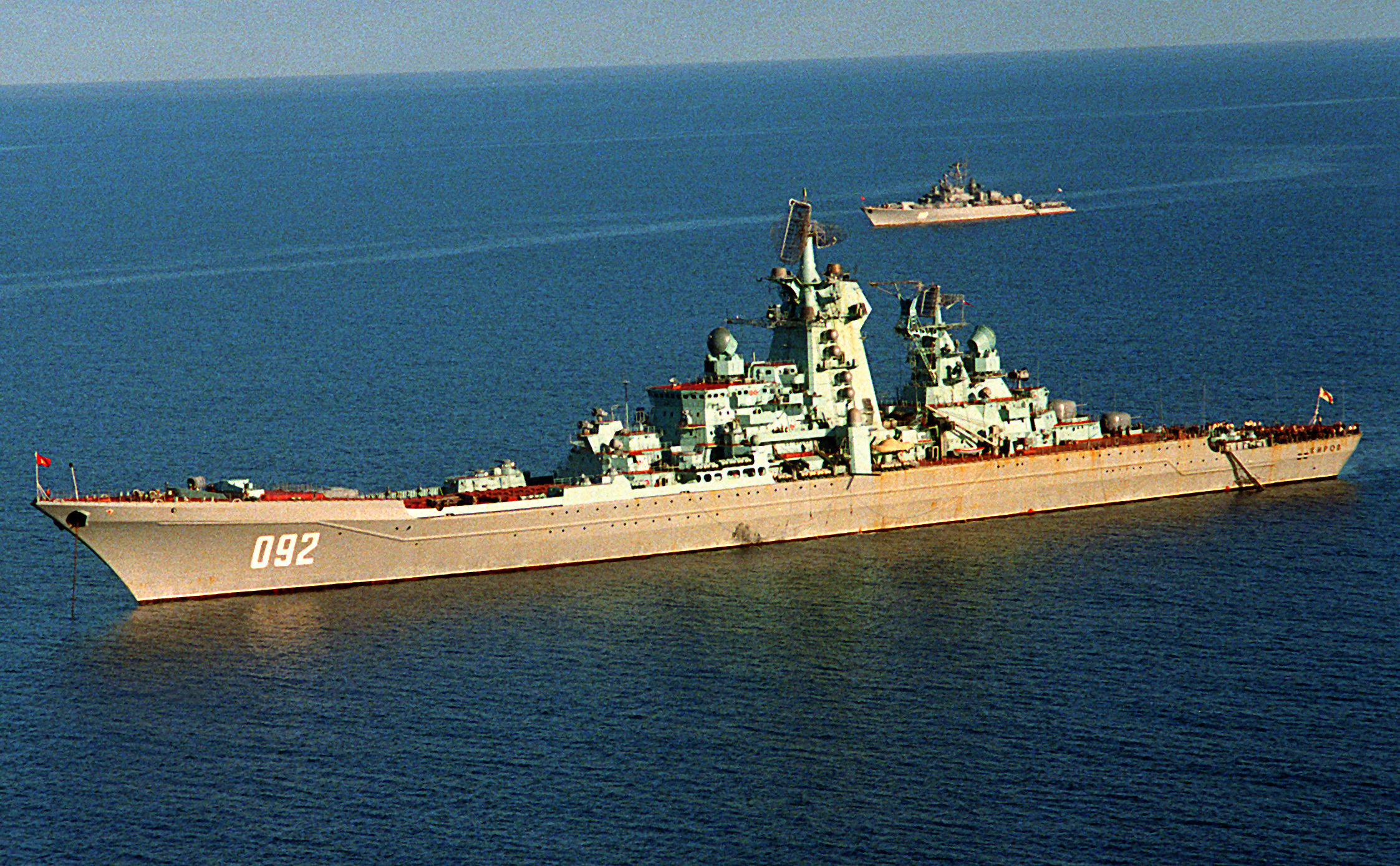
Боевой корабль 1-го ранга

Водоизмещение кораблей 1-го ранга более 5 000 тонн. Они предназначены для действий в дальней морской и океанской зоне, как в составе соединений (корабельная ударная группа, авианосная ударная группа), так и самостоятельно.
Корабли 1-го ранга имеют гюйс, который поднимается на носовом гюйсштоке корабля при стоянке.
Командует кораблём 1-го ранга старший офицер капитан 1-го ранга.

### Класс (тип) кораблей
Авианесущий корабль — крупный надводный корабль специального назначения, предназначенный для обеспечения воздушного прикрытия соединения кораблей, высадки сил десанта, нанесения воздушных ударов по соединению кораблей и отдельным кораблям противника, по его прибрежной береговой обороне, а также для транспортировки грузов и людей, связи между кораблями соединения. Оборудованы средствами обеспечения базирования и функционирования летательных аппаратов. Основным вооружением авианесущего корабля являются самолёты и вертолёты палубного базирования.
Крейсер — крупный боевой надводный корабль, предназначенный для выполнения задач независимо от основных сил флота, среди которых может быть уничтожение боевых кораблей (надводных и подводных) и торговых судов противника, оборона своих соединений боевых кораблей и конвоев, огневая поддержка приморских флангов сухопутных войск и обеспечение высадки морских десантов. Основным вооружением крейсера является многоцелевой характер применения различных видов оружия (ракетного, артиллерийского от 100-мм до 130-мм калибра, минно-торпедного, противолодочного и противовоздушного).
Эскадренный миноносец 1-го ранга (эсминец) — крупный боевой надводный корабль, предназначенный для уничтожения кораблей и транспортных судов противника, охранения и обеспечения ПВО соединения кораблей и огневой поддержки десанта. Основным вооружением эсминца является ударный ракетный комплекс и зенитный ракетный комплекс. Фактически эсминцы первого ранга — определение исключительно ракетных эсминцев проекта 956.
Подводная лодка (1-й ранг) — подводный боевой корабль и подводный корабль специального назначения, предназначенный для поражения важных военно-промышленных и административных центров, уничтожения подводных лодок, кораблей и судов противника, ведения разведки, скрытной постановки минных заграждений, а также обеспечения высадки диверсионно-разведывательных групп. Основным вооружением подводной лодки является минно-торпедное или ракетное вооружение.
Учебный корабль — надводный корабль специального назначения, предназначенный для прохождения морской практики курсантами, нахимовцами и слушателями учебных заведений ВМФ России.
Противолодочный корабль (1-го ранга) — боевой надводный корабль, предназначенный для поиска, обнаружения, слежения и уничтожения подводных лодок, как в составе соединения кораблей, так и самостоятельно. Основным вооружением противолодочного корабля являются гидроакустические и противолодочные комплексы.
Десантный корабль (1-го ранг) — надводный корабль специального назначения, предназначенный для транспортировки военной техники и личного состава морского десанта, а также его высадки на не оборудованный берег и огневой поддержки.

#### Подкласс кораблей
- Тяжёлый авианесущий крейсер (авианосец) — боевой надводный корабль специального назначения, водоизмещением более 25000 тонн, с паротурбинной главной энергетической установкой, оборудованный для постоянного базирования самолётов и вертолётов, их обслуживания и эксплуатации. Основное предназначение — воздушное прикрытие кораблей при переходе морем, дальнего радиолокационного обнаружения надводных и воздушных целей, воздушной и огневой поддержки морского десанта, а также придания боевой устойчивости силам ВМФ России в удалённых районах[3] и демонстрации российского флага и мощи России на международной арене.

- Тяжёлый атомный ракетный крейсер — многоцелевой боевой надводный корабль, водоизмещением более 25000 тонн, с атомной главной энергетической установкой, 2 вертолётами постоянного базирования и ударным управляемым ракетным комплексом для уничтожения крупных надводных кораблей противника, обеспечения ПВО и ПЛО соединения кораблей и придания боевой устойчивости силам ВМФ России, действующим в удалённых районах морей[3] и океанов, а также демонстрации российского флага и мощи России на международной арене. Термин употребляется с 1980 года.

- Ракетный крейсер — многоцелевой боевой надводный корабль, водоизмещением 6500-15000 тонн, с паротурбинной главной энергетической установкой, вертолётом постоянного базирования и ударным управляемым ракетным комплексом для уничтожения крупных надводных кораблей противника, обеспечения ПВО и ПЛО соединения кораблей, действующих в удаленных районах морей[3] и океанов, а также демонстрации российского флага и мощи России на международной арене. Термин употребляется с 1960 года.

- Тяжёлый атомный ракетный подводный крейсер стратегического назначения (ТРПКСН) — особо крупный шестикорпусный подводный боевой корабль с глубиной погружения 340—400 метров, водоизмещением 23200/48000 тонн, с главной атомной энергетической установкой и ракетным комплексом большой дальности Д-19 с 20 ракетами Р-39 (проект 941 «Акула») или ракетным комплексом большой дальности Д-30 «Булава» (проект 941УМ «Акула»), а также 6 533-мм торпедными аппаратами с торпедами ТЭ-2 или УГСТ, предназначенный для поражения, из подводного положения, крупных береговых объектов на дальности до 8250 км.

- Атомный ракетный подводный крейсер стратегического назначения (РПКСН) — крупный двухкорпусный подводный боевой корабль с глубиной погружения 320—650 метров, водоизмещением 10600/16000-14710/24000 тонн, с главной атомной энергетической установкой, ракетным комплексом большой дальности Д-9Р с 16 ракетами Р-29Р (проект 667БДР «Кальмар»), ракетным комплексом большой дальности Д-9РМУ2 с 16 ракетами Р-29РМУ2 «Синева» (проект 667БДРМ «Дельфин»), ракетным комплексом большой дальности Д-19М с 16 ракетами Р-30 «Булава» (проект 955(А) «Борей»), а также 533-мм торпедными аппаратами с торпедами ТЭ-2 или УГСТ, предназначенный для поражения, из подводного положения, крупных береговых объектов на дальности до 8250 км.

- Атомный ракетный подводный крейсер (РПК) — крупный двухкорпусный подводный боевой корабль с глубиной погружения 480—600 метров, водоизмещением 8140/12770 — 14700/23860 тонн с главной атомной энергетической установкой, ракетным комплексом с 24 крылатыми ракетами П-700 «Гранит» и торпедными аппаратами с торпедами ТЭ-2, УГСТ или мины МШМ, 65-76 или РПК-7 «Ветер» (проект 949А «Антей»), ракетным комплексом с 32 крылатыми ракетами П-800 «Оникс» и 10 533-мм торпедными аппаратами с торпедами ТЭ-2, УГСТ или ИРС «Калибр-С» с крылатыми ракетами 3М-54К1, 3М-14 и 91Р1 или мины МШМ (проект 885 «Ясень»), 4 650-мм торпедными аппаратами с торпедами 65-76 или РПК-7 «Ветер» и 4 533-мм торпедными аппаратами с торпедами ТЭ-2, УГСТ или мины МШМ, или ИРС «Калибр-С» с крылатыми ракетами 3М-54К1, 3М-14 и 91Р1 (971 «Щука-Б»), предназначенный для долгих одиночных автономных действий по нарушению дальних коммуникаций противника, поражения кораблей, судов и подводных лодок и дальней разведки на океанских коммуникациях.

- Большая атомная подводная лодка — большой двухкорпусный подводный боевой корабль с глубиной погружения 400—600 метров, водоизмещением 5940/9600 — 6470/10400 тонн с главной атомной энергетической установкой, 2 650-мм торпедными аппаратами с торпедами 65-76 или РПК-7 «Ветер» и 4 533-мм торпедными аппаратами с торпедами ТЭ-2, УГСТ или мины МШМ, или ИРС «Калибр-С» с крылатыми ракетами 3М-54К1, 3М-14 и 91Р1 (671РТМК «Щука», 945 «Барракуда»), 6 533-мм торпедными аппаратами с торпедами ТЭ-2, УГСТ или мины МШМ, или ИРС «Калибр-С» с крылатыми ракетами 3М-54К1, 3М-14 и 91Р1 (945А «Кондор»), предназначенная для слежения за стратегическими подводными лодками и авианосными ударными группами противника и их уничтожения, а также для долгих одиночных автономных действий при дальней разведке на океанских коммуникациях.

- Большой противолодочный корабль — боевой надводный корабль, водоизмещением 6500-9000 тонн, с газотурбинной главной энергетической установкой, вертолётом постоянного базирования и ракетным противолодочным комплексом для поиска, слежения и уничтожения скоростных атомных подводных лодок противника, обеспечения ПЛО и ПВО соединения кораблей на переходе в дальней морской[3] и океанской зоне. БПК входят в состав соединений надводных кораблей, а также корабельных ударных групп и авианосных ударных групп. Термин применяется с 1957 года.

- Универсальный десантный корабль — крупный боевой надводный корабль специального назначения, водоизмещением более 11500 тонн, с газотурбинной главной энергетической установкой, 4 и более вертолётами постоянного базирования и ракетно-артиллерийским вооружением, предназначенный для перевозки техники и войск в дальней морской[3] и океанской зоне, а также высадки морских десантов на не оборудованном побережье и их огневой поддержки. УДК входят в состав соединений надводных кораблей, а также корабельных ударных групп и авианосных ударных групп.

## Корабль 2-го ранга

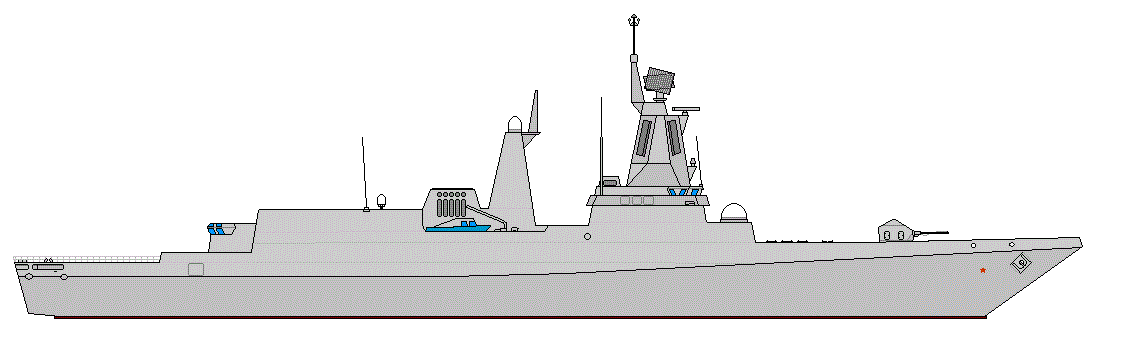
Боевой корабль 2-го ранга

Командир отдельного батальона (корабля 2-го ранга), являясь командиром основной тактической и административно-хозяйственной единицы Вооруженных Сил, содержащейся по установленному штату, в мирное и военное время отвечает:
- за постоянную боевую и мобилизационную готовность отдельного батальона (корабля 2-го ранга);
- за успешное выполнение боевых задач отдельным батальоном (кораблём 2-го ранга);
- за боевую подготовку, воспитание, воинскую дисциплину, морально-психологическое состояние личного состава и безопасность военной службы;
- за внутренний порядок;
- за состояние и сохранность вооружения, военной техники другого военного имущества отдельного батальона (корабля 2-го ранга);
- за материальное, техническое, финансовое, бытовое обеспечение и медицинское обслуживание отдельного батальона (корабля 2-го ранга)[4].

Командир корабля 2-го ранга является единоначальником всего личного состава корабля.
В воинской части, где воинская должность начальника штаба не предусмотрена штатом, приказы подписываются командиром воинской части единолично.
В помощь командиру корабля назначаются:
1. Старший помощник командира корабля подчиняется командиру корабля, является первым заместителем командира и прямым начальником всего личного состава корабля. Он руководит повседневной деятельностью боевых частей, служб и команд корабля[7], а также секретной частью[8];
2. Заместитель командира отдельного батальона (корабля 2-го ранга) по воспитательной работе (бывший замполит) подчиняется командиру корабля и является прямым начальником всего личного состава[9], а также руководит клубом[8];
3. Помощник командира корабля подчиняется командиру корабля и является прямым начальником личного состава боцманской команды и команды обслуживания авиационного оборудования[8]
4. Помощник командира корабля по правовой работе подчиняется командиру корабля. Указания и распоряжения помощника командира корабля по правовой работе по вопросам, отнесённым к его ведению, обязательны для всего личного состава корабля[10]. По специальным, отнесённым к его ведению вопросам руководствуется указаниями начальников юридических служб вышестоящих органов военного управления. В период вооружённых конфликтов помощник командира отдельного батальона (корабля 2-го ранга) по правовой работе исполняет обязанности юридического советника командира отдельного батальона (корабля 2-го ранга)[11];
5. Командиры боевых частей и начальники служб корабля подчиняются командиру корабля, являются прямыми начальниками всего личного состава боевых частей (служб)[12];
6. Командир группы (батареи) подчиняется командиру дивизиона (командиру боевой части) и является прямым начальником всего личного состава группы (батареи)[13];
7. Старший инженер (инженер) боевой части (группы, батареи) подчиняется командиру боевой части (группы, батареи), его указания по кругу ведения обязательны для личного состава боевой части (группы, батареи)[14];
8. Старшина команды подчиняется командиру группы (батареи, дивизиона, боевой части, начальнику службы), является прямым начальником личного состава команды[15];
9. Техник группы (команды) отвечает за эксплуатацию оружия и технических средств группы (команды), подчиняется командиру группы (старшине команды). Его указания по кругу ведения обязательны для личного состава группы (команды)[16];
10. Командир отделения подчиняется старшине команды (командиру группы, батареи, дивизиона, боевой части, начальнику службы), является непосредственным начальником всего личного состава отделения[17].

Корабли 2-го ранга имеют гюйс, который поднимается на носовом флагштоке корабля при стоянке. Водоизмещение кораблей 2-го ранга — от 1 500 тонн до 5 000 тонн. Они предназначены для действий в дальней морской зоне, как в составе соединений (корабельная ударная группа), так и самостоятельно.
Командует кораблём 2-го ранга капитан 2-го ранга.

### Класс (тип) кораблей
Сторожевой корабль — многоцелевой боевой надводный корабль, предназначенный для охранения боевых кораблей и транспортных судов от атак подводных лодок, лёгких надводных сил и самолётов на переходе в дальней морской зоне, постановки минных заграждений, нанесении ударов по береговым объектам и огневой поддержки при обеспечении высадки морских десантов. Основным вооружением сторожевого корабля является многоцелевой характер применения различных видов оружия (артиллерийского, минного, противолодочного, ПВО и ракетного), как для защиты эскорта, так и себя от любой угрозы.
Ракетный корабль — боевой надводный корабль, предназначенный для поражения любых боевых кораблей и транспортных судов противника на закрытых морях и в ближней морской зоне. Основным вооружением ракетного корабля является ударный ракетный комплекс и зенитный ракетный комплекс.
Подводная лодка — подводный боевой корабль и подводный корабль специального назначения, предназначенный для уничтожения подводных лодок, кораблей и судов противника, ведения разведки, скрытной постановки минных заграждений, а также обеспечения высадки диверсионно-разведывательных групп. Основным вооружением подводной лодки является минно-торпедное или ракетное вооружение.
Десантный корабль — надводный корабль специального назначения, предназначенный для транспортировки военной техники и личного состава морского десанта, а также его высадки на не оборудованный берег и огневой поддержки.

#### Подкласс кораблей
- Большой десантный корабль (БДК) — надводный корабль специального назначения, водоизмещением 3400-5000 тонн, с дизельной главной энергетической установкой, ракетно-артиллерийским вооружением, предназначенный для перевозки техники и войск в дальней морской[3] зоне, а также высадки морских десантов на не оборудованном побережье и их огневой поддержки. БДК входят в состав соединений надводных кораблей, а также корабельных ударных групп и авианосных ударных групп.

- Большая подводная лодка — большой двухкорпусный подводный боевой корабль с глубиной погружения 240—300 метров, водоизмещением 1770/2900 — 2770/3600 тонн с главной дизель-электрической энергетической установкой, 6 533-мм торпедными аппаратами с торпедами ТЭ-2, УГСТ или мины МДМ, СМДМ или ИРС «Калибр-С» с крылатыми ракетами 3М-54К1, 3М-14 и 91Р1 (641Б «Сом», 877 «Палтус», 636 «Варшавянка», 677 «Лада»), предназначенная для борьбы с подводными лодками и надводными кораблями противника, защиты военно-морских баз, морского побережья и ближней морской зоне.

## Корабль 3-го ранга

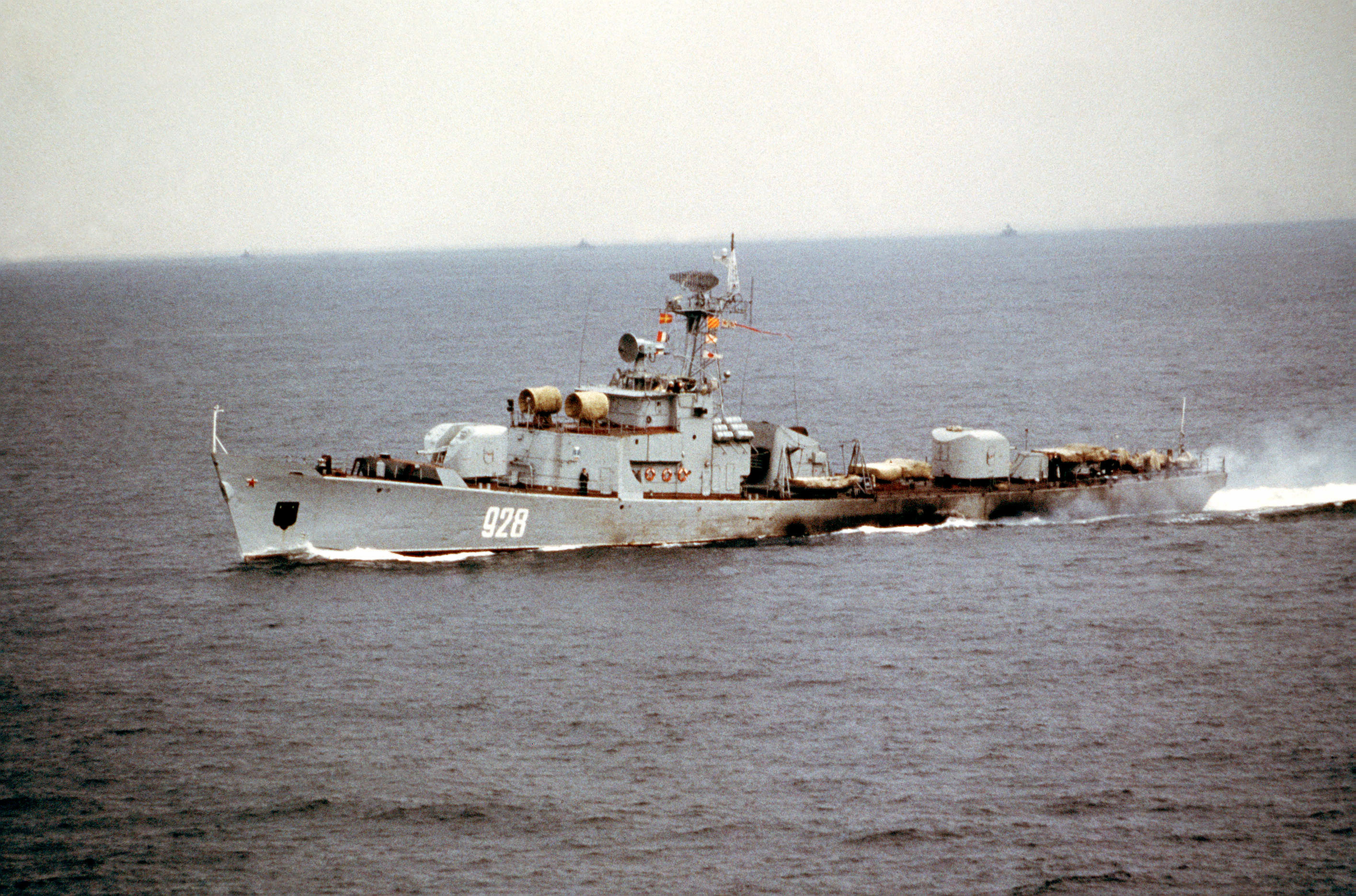
Боевой корабль 3-го ранга

Командир отдельного батальона (корабля 3-го ранга), являясь командиром основной тактической и административно-хозяйственной единицы Вооружённых сил, содержащейся по установленному штату, в мирное и военное время отвечает:
- за постоянную боевую и мобилизационную готовность отдельного батальона (корабля 3-го ранга);
- за успешное выполнение боевых задач отдельным батальоном (кораблем 3-го ранга);
- за боевую подготовку, воспитание, воинскую дисциплину, морально-психологическое состояние личного состава и безопасность военной службы;
- за внутренний порядок;
- за состояние и сохранность вооружения, военной техники другого военного имущества отдельного батальона (корабля 3-го ранга);
- за материальное, техническое, финансовое, бытовое обеспечение и медицинское обслуживание отдельного батальона (корабля 3-го ранга)[4].

Командир корабля 3-го ранга является единоначальником всего личного состава корабля.
В воинской части, где воинская должность начальника штаба не предусмотрена штатом, приказы подписываются командиром воинской части единолично.
В помощь командиру корабля назначаются:
1. Помощник командира корабля подчиняется командиру корабля, является первым заместителем командира и прямым начальником всего личного состава корабля. Он руководит повседневной деятельностью боевых частей, служб и команд корабля и выполняет обязанности начальника химической службы, боцманской команды и команды обслуживания авиационного оборудования[7], а также секретной частью[8];
2. Заместитель командира отдельного батальона (корабля 3-го ранга) по воспитательной работе подчиняется командиру корабля и является прямым начальником всего личного состава[9], а также руководит клубом[8];
3. Помощник командира корабля по правовой работе подчиняется командиру корабля. Указания и распоряжения помощника командира корабля по правовой работе по вопросам, отнесенным к его ведению, обязательны для всего личного состава корабля[10]. По специальным, отнесённым к его ведению вопросам руководствуется указаниями начальников юридических служб вышестоящих органов военного управления. В период вооружённых конфликтов помощник командира отдельного батальона (корабля 3-го ранга) по правовой работе исполняет обязанности юридического советника командира отдельного батальона (корабля 3-го ранга)[11];
4. Командиры боевых частей и начальники служб корабля подчиняются командиру корабля, являются прямыми начальниками всего личного состава боевых частей (служб)[12];
5. Старшина команды подчиняется командиру группы (батареи, дивизиона, боевой части, начальнику службы), является прямым начальником личного состава команды[15];
6. Командир отделения подчиняется старшине команды (командиру группы, батареи, дивизиона, боевой части, начальнику службы), является непосредственным начальником всего личного состава отделения[17].

Корабли 3-го ранга не имеют гюйса. Водоизмещение кораблей 3-го ранга — от 500 тонн до 1 500 тонн. Они предназначены для действий в ближней морской зоне, как в составе соединений, так и самостоятельно.
Командует кораблём 3-го ранга капитан 3-го ранга.

### Класс (тип) кораблей
Малый ракетный корабль — боевой надводный корабль, предназначенный для поражения любых боевых кораблей и транспортных судов противника на закрытых морях и в ближней морской зоне. Основным вооружением ракетного корабля является ударный ракетный комплекс и зенитный ракетный комплекс.
Малый артиллерийский корабль — боевой надводный корабль, предназначенный для огневой поддержки морского десанта и приморских флангов сухопутных войск и поражения малых боевых кораблей и транспортных судов противника на закрытых морях и в ближней морской зоне. Основным вооружением артиллерийского корабля является универсальный артиллерийский комплекс 100-мм калибра, комплекс залпового огня и универсальная зенитная артиллерия 30-мм калибра.
Малый противолодочный корабль — боевой надводный корабль, предназначенный для поиска, обнаружения, слежения и уничтожения подводных лодок, как в составе соединения кораблей, так и самостоятельно. Основным вооружением противолодочного корабля являются гидроакустические и противолодочные комплексы.
Малый десантный корабль — надводный корабль специального назначения, предназначенный для транспортировки военной техники и личного состава морского десанта, а также его высадки на не оборудованный берег и огневой поддержки.
Тральщик — надводный корабль специального назначения, предназначенный для поиска, обнаружения, траления и уничтожения морских якорных и донных мин, проводки кораблей и судов через минные заграждения, постановки активных или оборонительных минных заграждений, а также в целях охраны водного района. Основным вооружением тральщика являются различные виды тралов, поисковые аппараты и пловцы-минёры.

#### Подкласс кораблей
- Малый ракетный корабль (МРК) — боевой надводный корабль водоизмещением 650—1050 тонн, с дизельной или дизель-газотурбинной главной энергетической установкой, ракетно-артиллерийским вооружением, предназначенный для поражения любых боевых кораблей и транспортных судов противника, ведения разведки и несения дозора, обеспечения охраны и прикрытия конвоев и высадки морских десантов в прибрежных районах и ближней морской зоне.

- Малый артиллерийский корабль (МАК) — боевой надводный корабль водоизмещением 520 тонн, с дизельной главной энергетической установкой и водомётным движителем, артиллерийским вооружением, предназначенный для поражения малых боевых кораблей и транспортных судов противника, ведения разведки и несения дозора, обеспечения охраны и прикрытия конвоев и высадки морских десантов на закрытых морях[18], в прибрежных районах и ближней морской зоне.

- Малый противолодочный корабль (МПК) — боевой надводный корабль, водоизмещением 500—1250 тонн, с дизель-турбинной главной энергетической установкой для поиска, слежения и уничтожения скоростных подводных лодок противника, обеспечения противолодочной обороны соединения кораблей и охраны водного района. МПК входят в состав соединений охраны водного района. Термин применяется с 1957 года.

- Малый десантный корабль на воздушной подушке (МДКВП) — надводный корабль специального назначения, водоизмещением 560 тонн, с газотурбинной главной энергетической установкой и 4 воздушными винтами для перевозки военной техники грузоподъёмностью до 150 тонн или до батальона десантников, способных производить их высадку на не оборудованное побережье и поддерживать огнём, а также проводить постановку минных заграждений. Конструктивные особенности воздушной подушки позволяют передвигаться по земле, минным полям и болотам.

- Морской тральщик (МТ) — надводный корабль специального назначения, водоизмещением 500—1300 тонн, с дизельной главной энергетической установкой для поиска, траления и уничтожения морских якорных и донных мин, а также для проводки кораблей (судов) через минные заграждения в ближней и дальней морской зоне[3]. Кроме этого могут использоваться для постановки активных или оборонительных минных заграждений. Морские тральщики входят в состав соединений охраны водного района.

## Корабль 4-го ранга, боевой катер

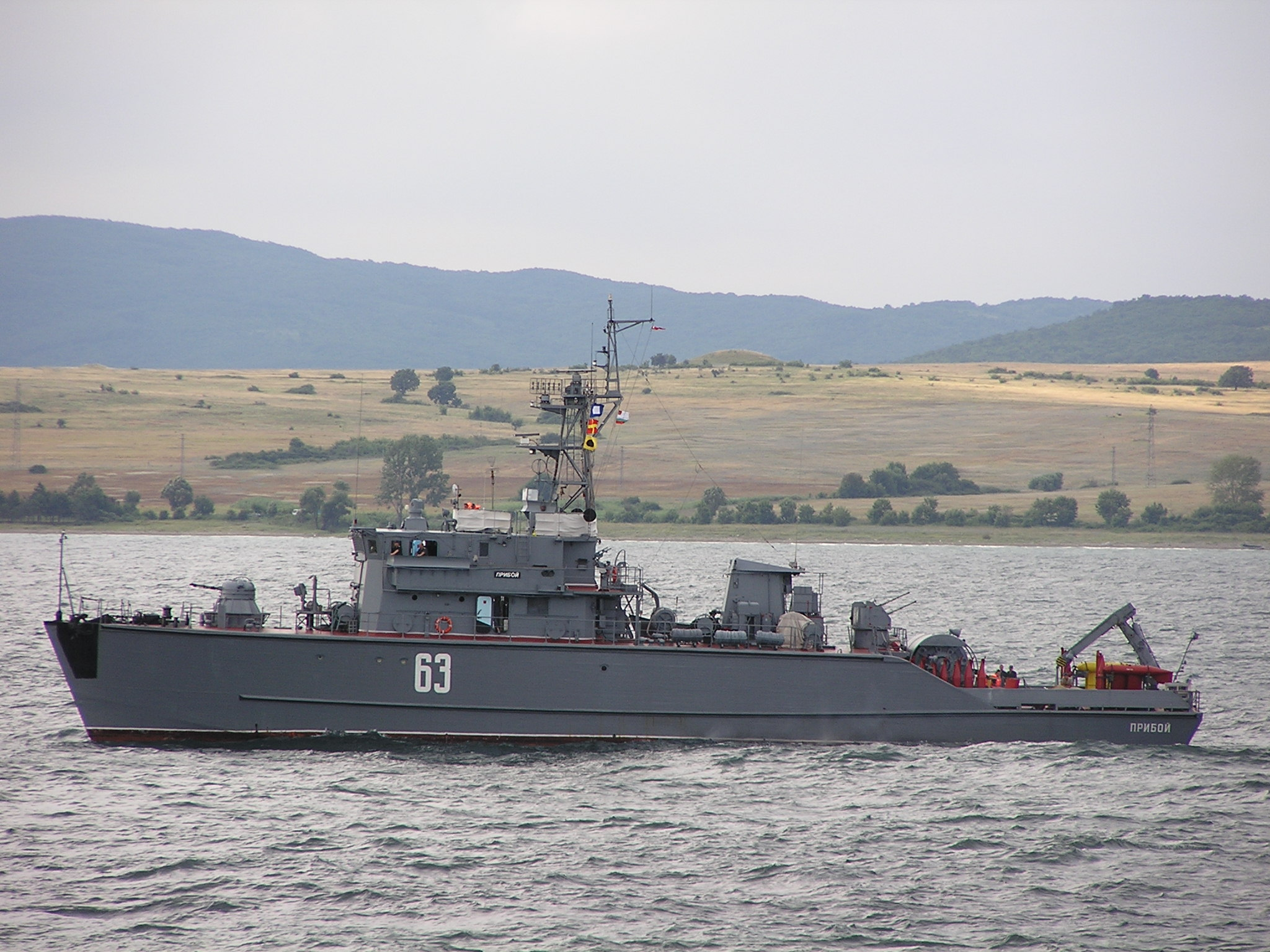
Корабль специального назначения 4-го ранга

Командир роты (корабля 4-го ранга, боевого катера) в мирное и военное время отвечает:
- за постоянную боевую готовность роты (корабля 4-го ранга, боевого катера) и успешное выполнение боевых задач;
- за боевую подготовку, воспитание, воинскую дисциплину, морально-психологическое состояние личного состава и безопасность военной службы;
- за поддержание внутреннего порядка в роте (корабля 4-го ранга, боевого катера);
- за состояние и сохранность вооружения, военной техники и другого военного имущества роты (корабля 4-го ранга, боевого катера);
- за ведение ротного (корабельного) хозяйства[19].

Командир роты (корабля 4-го ранга, боевого катера) подчиняется командиру батальона (дивизиона кораблей) и является прямым начальником всего личного состава роты (корабля 4-го ранга, боевого катера). В помощь командиру корабля 4-го ранга, боевого катера назначаются:
1. Помощник командира корабля, является первым заместителем командира корабля и прямым начальником всего личного состава корабля. Он руководит повседневной деятельностью боевых частей и служб[7];
2. Командиры боевых частей и начальники служб корабля подчиняются командиру корабля, являются прямыми начальниками всего личного состава боевых частей (служб)[12];
3. Старшина команды подчиняется командиру группы (батареи, дивизиона, боевой части, начальнику службы), является прямым начальником личного состава команды[15];
4. Командир отделения подчиняется старшине команды (командиру группы, батареи, дивизиона, боевой части, начальнику службы), является непосредственным начальником всего личного состава отделения[17].

Корабли 4-го ранга и боевые катера не имеют гюйса. Водоизмещение кораблей 4-го ранга и боевых катеров — от 100 тонн до 500 тонн. Они предназначены для действий в прибрежной зоне морей, зоне военно-морских баз и на рейдах, как в составе соединений, так и самостоятельно.
Командует кораблём 4-го ранга, боевым катером младший офицер (капитан-лейтенант, старший лейтенант, лейтенант) или старший мичман (мичман).

### Класс (тип) кораблей
Тральщик — надводный корабль специального назначения, предназначенный для поиска, обнаружения, траления и уничтожения морских якорных и донных мин, постановки активных или оборонительных минных заграждений на рейдах, в акваториях военно-морских баз и прибрежной морской зоне в целях охраны водного района. Основным вооружением тральщика являются различные виды тралов и поисковые аппараты.
Десантный катер — малый надводный корабль специального назначения, предназначенный для выгрузки десанта и техники на не оборудованный берег.
Боевой катер — малый боевой надводный корабль, предназначенный для нанесения ударов по боевым кораблям и транспортным судам противника в стеснённых прибрежных районах, а также в целях охраны водного района. Основным вооружением боевых катеров являются артиллерия и ракетное вооружение.

#### Подкласс кораблей
- Базовый тральщик (БТ) — надводный корабль специального назначения, водоизмещением 200—500 тонн, с дизельной главной энергетической установкой для поиска, траления и уничтожения морских якорных и донных мин в военно-морских базах, а также для проводки кораблей (судов) через минные заграждения в прибрежной морской зоне. Кроме этого могут использоваться для постановки активных или оборонительных минных заграждений.

- Рейдовый тральщик (РТ) — надводный корабль специального назначения, водоизмещением до 200 тонн, с дизельной главной энергетической установкой для поиска, траления и уничтожения морских якорных и донных мин и постановки минных заграждений на рейдах и в районах рассредоточенного базирования флота во внутренних морских водах Российской Федерации[20].

- Десантный катер (ДКА) — катер специального назначения, водоизмещением 60-280 тонн, с дизельной главной энергетической установкой для перевозки военной техники грузоподъёмностью до 100 тонн или до 2 взводов десантников, способных производить их высадку на не оборудованное побережье. Кроме десантных катеров с традиционным корпусом и движителем (проект 1176 «Акула») используются десантные катера на воздушной каверне (проекты 11770 «Серна» и 21820 «Дюгонь») с водомётным движителем (проект 11770 «Серна»).

- Артиллерийский катер (АКА) — быстроходный боевой катер водоизмещением 70-100 тонн, с дизельной главной энергетической установкой, предназначенный для уничтожения речных судов и боевых катеров противника, поддержки артиллерийско-пулеметным огнём флангов сухопутных войск и несения сторожевой службы на реках и озёрах, а также во внутренних морских водах Российской Федерации[20].

- Ракетный катер (РКА) — быстроходный боевой катер водоизмещением 230—490 тонн, с дизельной или газотурбинной или дизель-газотурбинной главной энергетической установкой, предназначенный для нанесения ракетных ударов по крупным боевым кораблям и транспортным судам противника, прикрытия своих кораблей и транспортных судов от ударов воздушного и надводного противника в прибрежных районах и ближней морской зоне.

- Противодиверсионный катер (ПДКА) — быстроходный боевой катер водоизмещением 70-140 тонн, с дизельной главной энергетической установкой, предназначенный для борьбы с диверсионно-террористическими силами и средствами в акваториях рейдов военно-морских баз и ближних подходах к ним, а также для несения дозорной службы на рейдах и во внутренних морских водах Российской Федерации[20].